# Onthophagus vigilans
Onthophagus vigilans là một loài bọ cánh cứng trong họ Bọ hung (Scarabaeidae).